# Adare Seamounts
Adare Seamounts är djuphavsberg i Antarktis. De ligger i Östantarktis. Nya Zeeland gör anspråk på området.